# Liga Profesional Femenina de Fútbol 2023 (Colombia)
La Liga Profesional Femenina 2023 (oficialmente y por motivos de patrocinio, Liga Femenina BetPlay Dimayor 2023) fue la 7a edición de la Liga Profesional Femenina de Fútbol de Colombia.
El torneo tuvo cinco meses de duración y se disputó bajo el mismo formato de la edición 2022.
Santa Fe ganó su tercer título en la competición, derrotando a las campeonas defensoras América de Cali por un marcador global de 2:0 en la final.

## Sistema de juego
|                            |                            | Sistema de juego | Cantidad de equipos | Fechas                     |
| -------------------------- | -------------------------- | --- | ------------------- | -------------------------- |
| Fase I: Todos contra todos | Fase I: Todos contra todos | - Sistema de liga (solo partidos de ida) para un total de 17 jornadas, donde en cada fecha descansa un equipo. Avanzan los ocho primeros clubes a la siguiente ronda. | 17 equipos          | 4 de febrero al 21 de mayo |
| Fase II: Cuartos de final  | Fase II: Cuartos de final  | - Fase de eliminación directa (ida y vuelta), avanzan cuatro equipos a la siguiente ronda.                                                                            | 8 equipos           | 28 de mayo al 4 de junio   |
| Fase III: Semifinal        | Fase III: Semifinal        | - Fase de eliminación directa (ida y vuelta) hasta que queden dos equipos finalistas.                                                                                 | 4 equipos           | 9 al 14 de junio           |
| Fase IV: Final             | Fase IV: Final             | - Los 2 equipos vencedores de la fase anterior juegan la final en partidos de ida y vuelta por el campeonato.                                                         | 2 equipos           | 25 al 30 de junio          |

El campeonato se disputó por segunda ocasión bajo el sistema de todos contra todos con los 17 equipos participantes, sin grupos zonales, dando como resultado 17 fechas o 16 partidos a disputarse. Los ocho primeros de la tabla de posiciones avanzaron a la fase final.
Una vez disputada la fase de todos contra todos, los ocho equipos clasificados jugaron fases de eliminación directa, desde cuartos de final, pasando por semifinal, hasta la final (que definió al campeón del torneo) con partidos a ida y vuelta.
El campeón y el subcampeón del torneo clasificaron a la Copa Libertadores Femenina 2023, junto con el mejor equipo de la reclasificación.
Cada uno de los clubes pudo inscribir un máximo de 30 futbolistas, incluyendo a cinco extranjeras.

## Equipos participantes

### Datos de los clubes
Respecto a los clubes participantes de la temporada 2022 repitieron 15 clubes, ausentándose Fortaleza CEIF y Orsomarso, ingresaron en su lugar Deportivo Pasto y Boyacá Chicó.
| Equipo                            | Entrenador              | Ciudad                    | Estadio                                          | Aforo         |
| --------------------------------- | ----------------------- | ------------------------- | ------------------------------------------------ | ------------- |
| América de Cali                   | Carlos Hernández        | Cali                      | Olímpico Pascual Guerrero                        | 35 405        |
| Atlético Bucaramanga              | Sandra Narváez          | Bucaramanga Floridablanca | Alfonso López Álvaro Gómez Hurtado               | 25 000 12.000 |
| Atlético Huila                    | Douglas Calderón        | Neiva                     | Guillermo Plazas Alcid                           | 2500          |
| Atlético Nacional                 | Jorge Mario Barreneche  | Medellín                  | Atanasio Girardot                                | 44 410        |
| Boyacá Chicó                      | Wilmer José Mourinho    | Yopal                     | Santiago de las Atalayas                         | 10 000        |
| Cortuluá Yumbo Industriales F. C. | Foad Maziri             | Yumbo                     | Municipal Raúl Miranda                           | 3500          |
| Deportes Tolima                   | Freddy Alexander Torres | Ibagué                    | Manuel Murillo Toro                              | 28 000        |
| Deportivo Cali                    | Sergio Angulo           | Palmira                   | Deportivo Cali                                   | 44 000        |
| Deportivo Pasto                   | Jesús Valencia          | Pasto                     | Departamental Libertad                           | 25 000        |
| Deportivo Pereira                 | Carlos Ariel Osorio     | Pereira                   | Hernán Ramírez Villegas                          | 30 290        |
| Junior                            | Yinaris García          | Barranquilla              | Metropolitano Roberto Meléndez Romelio Martínez  | 46 692 8600   |
| Independiente Medellín            | Álvaro Ignacio Restrepo | Medellín Itagüí           | Atanasio Girardot Metropolitano Ciudad de Itagüí | 44 410 12 000 |
| La Equidad                        | Albeiro Erazo           | Bogotá                    | Metropolitano de Techo                           | 10 000        |
| Llaneros                          | Daniel Briceño          | Villavicencio             | Bello Horizonte - Rey Pelé                       | 15 000        |
| Millonarios                       | Álvaro Anzola           | Bogotá                    | Nemesio Camacho El Campín                        | 36 343        |
| Real Santander                    | Expencer Uribe          | Piedecuesta               | Villa Concha                                     | 5500          |
| Santa Fe                          | Omar Ramírez            | Bogotá                    | Nemesio Camacho El Campín                        | 36 343        |

#### Cambio de entrenadores
| Equipo               | Entrenador saliente     | Fecha de salida       | Reemplazado por         | Fecha de llegada      |
| Temporada            | Temporada               | Temporada             | Temporada               | Temporada             |
| -------------------- | ----------------------- | --------------------- | ----------------------- | --------------------- |
| Deportes Tolima      | Jhon Agudelo            | 22 de febrero de 2023 | Carlos César Castro (E) | 22 de febrero de 2023 |
| Deportes Tolima      | Carlos César Castro (E) | 3 de marzo de 2023    | Jhon Agudelo            | 3 de marzo de 2023    |
| Atlético Bucaramanga | Mauro Silva             | 14 de marzo de 2023   | Sandra Narváez          | 16 de marzo de 2023   |
| Atlético Nacional    | Marco Indaburo Barrios  | 21 de marzo de 2023   | Jorge Mario Barreneche  | 21 de marzo de 2023   |
| Deportes Tolima      | Jhon Agudelo            | 18 de abril de 2023   | Freddy Alexander Torres | 18 de abril de 2023   |

### Localización
| Valle del Cauca | 3 | América de Cali, Deportivo Cali e Cortuluá | Real Santander Junior Boyacá Chicó Medellín Bogotá Pereira Llaneros Cortuluá Cali Pasto Huila · Tolima Bucaramanga Equipos de Bogotá: · Millonarios · Santa Fe · La Equidad Equipos de Medellín: · Atlético Nacional · Independiente Medellín Equipos de Cali: · América de Cali · Deportivo Cali |
| Bogotá, D. C.   | 3 | La Equidad, Millonarios y Santa Fe         | Real Santander Junior Boyacá Chicó Medellín Bogotá Pereira Llaneros Cortuluá Cali Pasto Huila · Tolima Bucaramanga Equipos de Bogotá: · Millonarios · Santa Fe · La Equidad Equipos de Medellín: · Atlético Nacional · Independiente Medellín Equipos de Cali: · América de Cali · Deportivo Cali |
| Antioquia       | 2 | Atlético Nacional e Independiente Medellín | Real Santander Junior Boyacá Chicó Medellín Bogotá Pereira Llaneros Cortuluá Cali Pasto Huila · Tolima Bucaramanga Equipos de Bogotá: · Millonarios · Santa Fe · La Equidad Equipos de Medellín: · Atlético Nacional · Independiente Medellín Equipos de Cali: · América de Cali · Deportivo Cali |
| Santander       | 2 | Real Santander y Bucaramanga               | Real Santander Junior Boyacá Chicó Medellín Bogotá Pereira Llaneros Cortuluá Cali Pasto Huila · Tolima Bucaramanga Equipos de Bogotá: · Millonarios · Santa Fe · La Equidad Equipos de Medellín: · Atlético Nacional · Independiente Medellín Equipos de Cali: · América de Cali · Deportivo Cali |
| Atlántico       | 1 | Junior                                     | Real Santander Junior Boyacá Chicó Medellín Bogotá Pereira Llaneros Cortuluá Cali Pasto Huila · Tolima Bucaramanga Equipos de Bogotá: · Millonarios · Santa Fe · La Equidad Equipos de Medellín: · Atlético Nacional · Independiente Medellín Equipos de Cali: · América de Cali · Deportivo Cali |
| Nariño          | 1 | Deportivo Pasto                            | Real Santander Junior Boyacá Chicó Medellín Bogotá Pereira Llaneros Cortuluá Cali Pasto Huila · Tolima Bucaramanga Equipos de Bogotá: · Millonarios · Santa Fe · La Equidad Equipos de Medellín: · Atlético Nacional · Independiente Medellín Equipos de Cali: · América de Cali · Deportivo Cali |
| Meta            | 1 | Llaneros                                   | Real Santander Junior Boyacá Chicó Medellín Bogotá Pereira Llaneros Cortuluá Cali Pasto Huila · Tolima Bucaramanga Equipos de Bogotá: · Millonarios · Santa Fe · La Equidad Equipos de Medellín: · Atlético Nacional · Independiente Medellín Equipos de Cali: · América de Cali · Deportivo Cali |
| Risaralda       | 1 | Deportivo Pereira                          | Real Santander Junior Boyacá Chicó Medellín Bogotá Pereira Llaneros Cortuluá Cali Pasto Huila · Tolima Bucaramanga Equipos de Bogotá: · Millonarios · Santa Fe · La Equidad Equipos de Medellín: · Atlético Nacional · Independiente Medellín Equipos de Cali: · América de Cali · Deportivo Cali |
| Tolima          | 1 | Tolima                                     | Real Santander Junior Boyacá Chicó Medellín Bogotá Pereira Llaneros Cortuluá Cali Pasto Huila · Tolima Bucaramanga Equipos de Bogotá: · Millonarios · Santa Fe · La Equidad Equipos de Medellín: · Atlético Nacional · Independiente Medellín Equipos de Cali: · América de Cali · Deportivo Cali |
| Huila           | 1 | Atlético Huila                             | Real Santander Junior Boyacá Chicó Medellín Bogotá Pereira Llaneros Cortuluá Cali Pasto Huila · Tolima Bucaramanga Equipos de Bogotá: · Millonarios · Santa Fe · La Equidad Equipos de Medellín: · Atlético Nacional · Independiente Medellín Equipos de Cali: · América de Cali · Deportivo Cali |
| Boyacá          | 1 | Boyacá Chicó                               | Real Santander Junior Boyacá Chicó Medellín Bogotá Pereira Llaneros Cortuluá Cali Pasto Huila · Tolima Bucaramanga Equipos de Bogotá: · Millonarios · Santa Fe · La Equidad Equipos de Medellín: · Atlético Nacional · Independiente Medellín Equipos de Cali: · América de Cali · Deportivo Cali |

## Todos contra todos

### Clasificación
| Pos. | Equipo                            | Pts. | PJ | G  | E | P  | GF | GC | Dif. | Clasificación a   |
| ---- | --------------------------------- | ---- | -- | -- | - | -- | -- | -- | ---- | ----------------- |
| 1    | América de Cali                   | 40   | 16 | 13 | 1 | 2  | 43 | 8  | +35  | Cuartos de final. |
| 2    | Santa Fe                          | 35   | 16 | 10 | 5 | 1  | 33 | 12 | +21  | Cuartos de final. |
| 3    | Atlético Nacional                 | 30   | 16 | 8  | 6 | 2  | 28 | 9  | +19  | Cuartos de final. |
| 4    | Deportivo Pereira                 | 29   | 16 | 8  | 5 | 3  | 28 | 20 | +8   | Cuartos de final. |
| 5    | Deportivo Cali                    | 27   | 16 | 7  | 6 | 3  | 24 | 18 | +6   | Cuartos de final. |
| 6    | Independiente Medellín            | 27   | 16 | 8  | 3 | 5  | 25 | 20 | +5   | Cuartos de final. |
| 7    | Cortuluá Yumbo Industriales F. C. | 25   | 16 | 7  | 4 | 5  | 20 | 13 | +7   | Cuartos de final. |
| 8    | La Equidad                        | 23   | 16 | 7  | 2 | 7  | 28 | 20 | +8   | Cuartos de final. |
| 9    | Millonarios                       | 22   | 16 | 6  | 4 | 6  | 23 | 21 | +2   |                   |
| 10   | Llaneros                          | 22   | 16 | 7  | 1 | 8  | 21 | 23 | −2   |                   |
| 11   | Junior                            | 21   | 16 | 5  | 6 | 5  | 17 | 12 | +5   |                   |
| 12   | Boyacá Chicó                      | 20   | 16 | 4  | 8 | 4  | 13 | 15 | −2   |                   |
| 13   | Atlético Huila                    | 20   | 16 | 5  | 5 | 6  | 15 | 21 | −6   |                   |
| 14   | Real Santander                    | 13   | 16 | 3  | 4 | 9  | 13 | 29 | −16  |                   |
| 15   | Deportivo Pasto                   | 12   | 16 | 3  | 3 | 10 | 11 | 34 | −23  |                   |
| 16   | Atlético Bucaramanga              | 6    | 16 | 1  | 3 | 12 | 9  | 41 | −32  |                   |
| 17   | Deportes Tolima                   | 2    | 16 | 0  | 2 | 14 | 11 | 46 | −35  |                   |

 Fuente: Dimayor

### Resultados
- La hora de cada encuentro corresponde al huso horario que rige a Colombia (UTC-5)

| Fecha 1           | Fecha 1   | Fecha 1                | Fecha 1                   | Fecha 1       | Fecha 1 | Fecha 1         |
| Local             | Resultado | Visitante              | Estadio                   | Fecha         | Hora    | Transmisión     |
| ----------------- | --------- | ---------------------- | ------------------------- | ------------- | ------- | --------------- |
| Deportivo Pereira | 2 : 2     | Independiente Medellín | Hernán Ramírez Villegas   | 4 de febrero  | 14:00   | Sin transmisión |
| Cortuluá          | 0 : 3     | América de Cali        | Municipal Raúl Miranda    | 5 de febrero  | 14:00   | Sin transmisión |
| Junior            | 0 : 0     | Deportes Tolima        | Romelio Martínez          | 5 de febrero  | 18:00   | Sin transmisión |
| Deportivo Cali    | 2 : 0     | Real Santander         | Deportivo Cali            | 5 de febrero  | 18:00   | Sin transmisión |
| Atlético Nacional | 0 : 0     | Boyacá Chicó           | Atanasio Girardot         | 7 de febrero  | 17:00   | Win Sports+     |
| Millonarios       | 1 : 1     | Deportivo Pasto        | Nemesio Camacho El Campín | 18 de febrero | 15:00   | Sin transmisión |
| Llaneros          | 2 : 1     | Atlético Bucaramanga   | Bello Horizonte           | 19 de febrero | 17:00   | Sin transmisión |
| La Equidad        | 3 : 1     | Atlético Huila         | Metropolitano de Techo    | 23 de marzo   | 15:00   | Sin transmisión |
| Libre: Santa Fe   |           |                        |                           |               |         |                 |

| Fecha 2                | Fecha 2   | Fecha 2           | Fecha 2                        | Fecha 2       | Fecha 2 | Fecha 2         |
| Local                  | Resultado | Visitante         | Estadio                        | Fecha         | Hora    | Transmisión     |
| ---------------------- | --------- | ----------------- | ------------------------------ | ------------- | ------- | --------------- |
| América de Cali        | 1 : 0     | Llaneros          | Olímpico Pascual Guerrero      | 11 de febrero | 16:10   | Win Sports+     |
| Atlético Bucaramanga   | 1 : 3     | Santa Fe          | Alfonso López                  | 11 de febrero | 17:00   | Sin transmisión |
| Atlético Huila         | 3 : 0     | Cortuluá          | Guillermo Plazas Alcid         | 11 de febrero | 17:00   | Sin transmisión |
| Real Santander         | 1 : 1     | Junior            | Villa Concha                   | 11 de febrero | 19:30   | Sin transmisión |
| Boyacá Chicó           | 1 : 2     | Deportivo Pereira | Santiago de las Atalayas       | 12 de febrero | 16:00   | Sin transmisión |
| Independiente Medellín | 2 : 0     | La Equidad        | Metropolitano Ciudad de Itagüí | 12 de febrero | 16:00   | Sin transmisión |
| Deportivo Pasto        | 0 : 1     | Deportivo Cali    | Departamental Libertad         | 12 de febrero | 16:00   | Sin transmisión |
| Deportes Tolima        | 1 : 4     | Atlético Nacional | Manuel Murillo Toro            | 24 de marzo   | 16:00   | Sin transmisión |
| Libre: Millonarios     |           |                   |                                |               |         |                 |

| Fecha 3                     | Fecha 3   | Fecha 3                | Fecha 3                        | Fecha 3       | Fecha 3 | Fecha 3         |
| Local                       | Resultado | Visitante              | Estadio                        | Fecha         | Hora    | Transmisión     |
| --------------------------- | --------- | ---------------------- | ------------------------------ | ------------- | ------- | --------------- |
| Deportivo Pereira           | 2 : 1     | Deportes Tolima        | Hernán Ramírez Villegas        | 25 de febrero | 14:00   | Sin transmisión |
| Deportivo Cali              | 1 : 1     | Millonarios            | Deportivo Cali                 | 25 de febrero | 15:30   | Sin transmisión |
| Cortuluá                    | 0 : 0     | Independiente Medellín | Municipal Raúl Miranda         | 25 de febrero | 16:00   | Sin transmisión |
| Llaneros                    | 1 : 1     | Atlético Huila         | Bello Horizonte                | 25 de febrero | 18:30   | Sin transmisión |
| Junior                      | 2 : 0     | Deportivo Pasto        | Metropolitano Roberto Meléndez | 25 de febrero | 18:30   | Sin transmisión |
| Santa Fe                    | 0 : 2     | América de Cali        | Nemesio Camacho El Campín      | 26 de febrero | 11:00   | Win Sports+     |
| La Equidad                  | 0 : 1     | Boyacá Chicó           | Metropolitano de Techo         | 26 de febrero | 15:30   | Sin transmisión |
| Atlético Nacional           | 3 : 1     | Real Santander         | Atanasio Girardot              | 29 de marzo   | 19:00   | Sin transmisión |
| Libre: Atlético Bucaramanga |           |                        |                                |               |         |                 |

| Fecha 4                | Fecha 4   | Fecha 4              | Fecha 4                        | Fecha 4     | Fecha 4 | Fecha 4         |
| Local                  | Resultado | Visitante            | Estadio                        | Fecha       | Hora    | Transmisión     |
| ---------------------- | --------- | -------------------- | ------------------------------ | ----------- | ------- | --------------- |
| Deportes Tolima        | 0 : 4     | La Equidad           | Manuel Murillo Toro            | 1 de marzo  | 15:15   | Sin transmisión |
| Atlético Huila         | 0 : 2     | Santa Fe             | Guillermo Plazas Alcid         | 1 de marzo  | 15:15   | Sin transmisión |
| Independiente Medellín | 2 : 1     | Llaneros             | Metropolitano Ciudad de Itagüí | 2 de marzo  | 15:15   | Sin transmisión |
| Real Santander         | 0 : 3     | Deportivo Pereira    | Villa Concha                   | 2 de marzo  | 15:15   | Sin transmisión |
| Boyacá Chicó           | 1 : 1     | Cortuluá             | Santiago de las Atalayas       | 2 de marzo  | 15:15   | Sin transmisión |
| Deportivo Pasto        | 0 : 3     | Atlético Nacional    | Departamental Libertad         | 2 de marzo  | 15:15   | Sin transmisión |
| Millonarios            | 0 : 0     | Junior               | Nemesio Camacho El Campín      | 3 de marzo  | 16:00   | Win Sports+     |
| América de Cali        | 2 : 1     | Atlético Bucaramanga | Olímpico Pascual Guerrero      | 23 de marzo | 17:15   | Sin transmisión |
| Libre: Deportivo Cali  |           |                      |                                |             |         |                 |

| Fecha 5                | Fecha 5   | Fecha 5                | Fecha 5                   | Fecha 5     | Fecha 5 | Fecha 5         |
| Local                  | Resultado | Visitante              | Estadio                   | Fecha       | Hora    | Transmisión     |
| ---------------------- | --------- | ---------------------- | ------------------------- | ----------- | ------- | --------------- |
| Cortuluá               | 1 : 1     | Deportes Tolima        | Municipal Raúl Miranda    | 5 de marzo  | 16:00   | Sin transmisión |
| Deportivo Pereira      | 3 : 0     | Deportivo Pasto        | Hernán Ramírez Villegas   | 6 de marzo  | 15:15   | Sin transmisión |
| Llaneros               | 2 : 0     | Boyacá Chicó           | Bello Horizonte           | 6 de marzo  | 15:15   | Sin transmisión |
| La Equidad             | 2 : 0     | Real Santander         | Metropolitano de Techo    | 6 de marzo  | 15:15   | Sin transmisión |
| Santa Fe               | 2 : 1     | Independiente Medellín | Nemesio Camacho El Campín | 6 de marzo  | 18:45   | Sin transmisión |
| Atlético Bucaramanga   | 0 : 1     | Atlético Huila         | Álvaro Gómez Hurtado      | 7 de marzo  | 15:15   | Sin transmisión |
| Junior                 | 0 : 1     | Deportivo Cali         | Romelio Martínez          | 7 de marzo  | 19:30   | Win Sports+     |
| Atlético Nacional      | 3 : 0     | Millonarios            | Atanasio Girardot         | 26 de abril | 15:30   | Sin transmisión |
| Libre: América de Cali |           |                        |                           |             |         |                 |

| Fecha 6                | Fecha 6   | Fecha 6              | Fecha 6                        | Fecha 6     | Fecha 6 | Fecha 6         |
| Local                  | Resultado | Visitante            | Estadio                        | Fecha       | Hora    | Transmisión     |
| ---------------------- | --------- | -------------------- | ------------------------------ | ----------- | ------- | --------------- |
| Deportes Tolima        | 0 : 3     | Llaneros             | Manuel Murillo Toro            | 10 de marzo | 17:30   | Win Sports+     |
| Atlético Huila         | 0 : 6     | América de Cali      | Guillermo Plazas Alcid         | 11 de marzo | 15:15   | Sin transmisión |
| Boyacá Chicó           | 0 : 2     | Santa Fe             | Santiago de las Atalayas       | 11 de marzo | 15:15   | Sin transmisión |
| Independiente Medellín | 4 : 2     | Atlético Bucaramanga | Metropolitano Ciudad de Itagüí | 11 de marzo | 15:15   | Sin transmisión |
| Deportivo Cali         | 1 : 1     | Atlético Nacional    | Deportivo Cali                 | 11 de marzo | 18:30   | Sin transmisión |
| Real Santander         | 1 : 0     | Cortuluá             | Villa Concha                   | 12 de marzo | 15:15   | Sin transmisión |
| Deportivo Pasto        | 1 : 3     | La Equidad           | Departamental Libertad         | 13 de marzo | 15:15   | Sin transmisión |
| Millonarios            | 1 : 2     | Deportivo Pereira    | Metropolitano de Techo         | 13 de marzo | 15:15   | Sin transmisión |
| Libre: Junior          |           |                      |                                |             |         |                 |

| Fecha 7               | Fecha 7   | Fecha 7                | Fecha 7                   | Fecha 7     | Fecha 7 | Fecha 7         |
| Local                 | Resultado | Visitante              | Estadio                   | Fecha       | Hora    | Transmisión     |
| --------------------- | --------- | ---------------------- | ------------------------- | ----------- | ------- | --------------- |
| Atlético Nacional     | 1 : 0     | Junior                 | Atanasio Girardot         | 17 de marzo | 17:45   | Win Sports+     |
| La Equidad            | 3 : 1     | Millonarios            | Metropolitano de Techo    | 18 de marzo | 13:00   | Sin transmisión |
| Deportivo Pereira     | 1 : 1     | Deportivo Cali         | Hernán Ramírez Villegas   | 18 de marzo | 14:00   | Sin transmisión |
| Llaneros              | 3 : 0     | Real Santander         | Bello Horizonte           | 18 de marzo | 15:15   | Sin transmisión |
| Atlético Bucaramanga  | 0 : 0     | Boyacá Chicó           | Álvaro Gómez Hurtado      | 18 de marzo | 15:15   | Sin transmisión |
| Cortuluá              | 3 : 0     | Deportivo Pasto        | Municipal Raúl Miranda    | 19 de marzo | 16:00   | Sin transmisión |
| América de Cali       | 2 : 0     | Independiente Medellín | Olímpico Pascual Guerrero | 19 de marzo | 18:15   | Sin transmisión |
| Santa Fe              | 5 : 0     | Deportes Tolima        | Nemesio Camacho El Campín | 21 de marzo | 17:00   | Sin transmisión |
| Libre: Atlético Huila |           |                        |                           |             |         |                 |

| Fecha 8                  | Fecha 8   | Fecha 8              | Fecha 8                        | Fecha 8     | Fecha 8 | Fecha 8         |
| Local                    | Resultado | Visitante            | Estadio                        | Fecha       | Hora    | Transmisión     |
| ------------------------ | --------- | -------------------- | ------------------------------ | ----------- | ------- | --------------- |
| Junior                   | 3 : 0     | Deportivo Pereira    | Romelio Martínez               | 24 de marzo | 18:00   | Sin transmisión |
| Millonarios              | 1 : 0     | Cortuluá             | Nemesio Camacho El Campín      | 25 de marzo | 15:00   | Sin transmisión |
| Real Santander           | 2 : 2     | Santa Fe             | Villa Concha                   | 25 de marzo | 15:00   | Sin transmisión |
| Boyacá Chicó             | 0 : 3     | América de Cali      | Santiago de las Atalayas       | 26 de marzo | 15:00   | Sin transmisión |
| Deportivo Pasto          | 0 : 2     | Llaneros             | Departamental Libertad         | 26 de marzo | 15:00   | Sin transmisión |
| Deportivo Cali           | 1 : 0     | La Equidad           | Deportivo Cali                 | 27 de marzo | 15:00   | Sin transmisión |
| Deportes Tolima          | 0 : 1     | Atlético Bucaramanga | Manuel Murillo Toro            | 28 de marzo | 15:00   | Sin transmisión |
| Independiente Medellín   | 1 : 0     | Atlético Huila       | Metropolitano Ciudad de Itagüí | 28 de marzo | 17:00   | Win Sports+     |
| Libre: Atlético Nacional |           |                      |                                |             |         |                 |

| Fecha 9                       | Fecha 9   | Fecha 9           | Fecha 9                   | Fecha 9     | Fecha 9 | Fecha 9         |
| Local                         | Resultado | Visitante         | Estadio                   | Fecha       | Hora    | Transmisión     |
| ----------------------------- | --------- | ----------------- | ------------------------- | ----------- | ------- | --------------- |
| La Equidad                    | 2 : 3     | Junior            | Metropolitano de Techo    | 31 de marzo | 15:15   | Sin transmisión |
| Santa Fe                      | 5 : 0     | Deportivo Pasto   | Nemesio Camacho El Campín | 31 de marzo | 16:00   | Win Sports+     |
| Deportivo Pereira             | 1 : 1     | Atlético Nacional | Hernán Ramírez Villegas   | 1 de abril  | 16:00   | Sin transmisión |
| Cortuluá                      | 2 : 0     | Deportivo Cali    | Municipal Raúl Miranda    | 1 de abril  | 16:00   | Sin transmisión |
| América de Cali               | 2 : 0     | Deportes Tolima   | Olímpico Pascual Guerrero | 1 de abril  | 17:00   | Sin transmisión |
| Atlético Bucaramanga          | 1 : 1     | Real Santander    | Álvaro Gómez Hurtado      | 2 de abril  | 15:15   | Sin transmisión |
| Llaneros                      | 2 : 1     | Millonarios       | Bello Horizonte           | 2 de abril  | 16:00   | Sin transmisión |
| Atlético Huila                | 1 : 1     | Boyacá Chicó      | Guillermo Plazas Alcid    | 3 de abril  | 15:00   | Sin transmisión |
| Libre: Independiente Medellín |           |                   |                           |             |         |                 |

| Fecha 10                 | Fecha 10  | Fecha 10               | Fecha 10                  | Fecha 10    | Fecha 10 | Fecha 10        |
| Local                    | Resultado | Visitante              | Estadio                   | Fecha       | Hora     | Transmisión     |
| ------------------------ | --------- | ---------------------- | ------------------------- | ----------- | -------- | --------------- |
| Deportivo Pasto          | 1 : 0     | Atlético Bucaramanga   | Departamental Libertad    | 13 de abril | 15:00    | Sin transmisión |
| Deportes Tolima          | 1 : 3     | Atlético Huila         | Manuel Murillo Toro       | 14 de abril | 15:15    | Sin transmisión |
| Real Santander           | 2 : 1     | América de Cali        | Villa Concha              | 15 de abril | 14:00    | Win Sports+     |
| Junior                   | 0 : 1     | Cortuluá               | Romelio Martínez          | 15 de abril | 16:00    | Sin transmisión |
| Deportivo Cali           | 3 : 1     | Llaneros               | Deportivo Cali            | 15 de abril | 20:30    | Sin transmisión |
| Atlético Nacional        | 1 : 0     | La Equidad             | Atanasio Girardot         | 16 de abril | 14:00    | Sin transmisión |
| Boyacá Chicó             | 2 : 0     | Independiente Medellín | Santiago de las Atalayas  | 16 de abril | 15:15    | Sin transmisión |
| Millonarios              | 0 : 2     | Santa Fe               | Nemesio Camacho El Campín | 4 de mayo   | 15:15    | Sin transmisión |
| Libre: Deportivo Pereira |           |                        |                           |             |          |                 |

| Fecha 11               | Fecha 11  | Fecha 11          | Fecha 11                       | Fecha 11    | Fecha 11 | Fecha 11        |
| Local                  | Resultado | Visitante         | Estadio                        | Fecha       | Hora     | Transmisión     |
| ---------------------- | --------- | ----------------- | ------------------------------ | ----------- | -------- | --------------- |
| Atlético Bucaramanga   | 1 : 1     | Millonarios       | Álvaro Gómez Hurtado           | 18 de abril | 15:15    | Sin transmisión |
| Atlético Huila         | 2 : 1     | Real Santander    | Guillermo Plazas Alcid         | 19 de abril | 15:15    | Sin transmisión |
| Cortuluá               | 0 : 0     | Atlético Nacional | Municipal Raúl Miranda         | 19 de abril | 15:30    | Sin transmisión |
| América de Cali        | 5 : 0     | Deportivo Pasto   | Olímpico Pascual Guerrero      | 19 de abril | 18:30    | Sin transmisión |
| Independiente Medellín | 6 : 1     | Deportes Tolima   | Metropolitano Ciudad de Itagüí | 20 de abril | 15:15    | Sin transmisión |
| Llaneros               | 1 : 0     | Junior            | Bello Horizonte                | 20 de abril | 16:00    | Sin transmisión |
| Santa Fe               | 2 : 2     | Deportivo Cali    | Nemesio Camacho El Campín      | 20 de abril | 18:00    | Sin transmisión |
| La Equidad             | 1 : 1     | Deportivo Pereira | Metropolitano de Techo         | 21 de abril | 15:30    | Win Sports+     |
| Libre: Boyacá Chicó    |           |                   |                                |             |          |                 |

| Fecha 12          | Fecha 12  | Fecha 12               | Fecha 12                  | Fecha 12    | Fecha 12 | Fecha 12        |
| Local             | Resultado | Visitante              | Estadio                   | Fecha       | Hora     | Transmisión     |
| ----------------- | --------- | ---------------------- | ------------------------- | ----------- | -------- | --------------- |
| Millonarios       | 2 : 1     | América de Cali        | Nemesio Camacho El Campín | 23 de abril | 15:30    | Sin transmisión |
| Deportivo Cali    | 7 : 1     | Atlético Bucaramanga   | Deportivo Cali            | 24 de abril | 14:00    | Win Sports+     |
| Junior            | 1 : 1     | Santa Fe               | Romelio Martínez          | 24 de abril | 17:00    | Sin transmisión |
| Deportivo Pereira | 1 : 2     | Cortuluá               | Hernán Ramírez Villegas   | 25 de abril | 15:00    | Sin transmisión |
| Deportivo Pasto   | 2 : 2     | Atlético Huila         | Departamental Libertad    | 25 de abril | 15:00    | Sin transmisión |
| Deportes Tolima   | 1 : 3     | Boyacá Chicó           | Manuel Murillo Toro       | 25 de abril | 16:30    | Sin transmisión |
| Real Santander    | 0 : 1     | Independiente Medellín | Villa Concha              | 26 de abril | 15:30    | Sin transmisión |
| Atlético Nacional | 5 : 0     | Llaneros               | Atanasio Girardot         | 10 de mayo  | 19:30    | Sin transmisión |
| Libre: La Equidad |           |                        |                           |             |          |                 |

| Fecha 13               | Fecha 13  | Fecha 13          | Fecha 13                       | Fecha 13    | Fecha 13 | Fecha 13        |
| Local                  | Resultado | Visitante         | Estadio                        | Fecha       | Hora     | Transmisión     |
| ---------------------- | --------- | ----------------- | ------------------------------ | ----------- | -------- | --------------- |
| Santa Fe               | 1 : 0     | Atlético Nacional | Nemesio Camacho El Campín      | 29 de abril | 11:00    | Win Sports+     |
| Atlético Bucaramanga   | 0 : 2     | Junior            | Álvaro Gómez Hurtado           | 29 de abril | 15:30    | Sin transmisión |
| Cortuluá               | 4 : 0     | La Equidad        | Municipal Raúl Miranda         | 29 de abril | 16:00    | Sin transmisión |
| Independiente Medellín | 1 : 0     | Deportivo Pasto   | Metropolitano Ciudad de Itagüí | 30 de abril | 15:30    | Sin transmisión |
| Atlético Huila         | 0 : 1     | Millonarios       | Guillermo Plazas Alcid         | 30 de abril | 15:30    | Sin transmisión |
| Boyacá Chicó           | 0 : 0     | Real Santander    | Santiago de las Atalayas       | 30 de abril | 15:30    | Sin transmisión |
| América de Cali        | 5 : 0     | Deportivo Cali    | Olímpico Pascual Guerrero      | 30 de abril | 15:30    | Sin transmisión |
| Llaneros               | 1 : 2     | Deportivo Pereira | Bello Horizonte                | 30 de abril | 16:00    | Sin transmisión |
| Libre: Deportes Tolima |           |                   |                                |             |          |                 |

| Fecha 14          | Fecha 14  | Fecha 14               | Fecha 14                  | Fecha 14  | Fecha 14 | Fecha 14        |
| Local             | Resultado | Visitante              | Estadio                   | Fecha     | Hora     | Transmisión     |
| ----------------- | --------- | ---------------------- | ------------------------- | --------- | -------- | --------------- |
| La Equidad        | 3 : 1     | Llaneros               | Metropolitano de Techo    | 6 de mayo | 14:00    | Win Sports+     |
| Real Santander    | 2 : 1     | Deportes Tolima        | Villa Concha              | 6 de mayo | 15:00    | Sin transmisión |
| Atlético Nacional | 4 : 0     | Atlético Bucaramanga   | Atanasio Girardot         | 6 de mayo | 15:30    | Sin transmisión |
| Deportivo Cali    | 0 : 0     | Atlético Huila         | Deportivo Cali            | 7 de mayo | 15:00    | Sin transmisión |
| Millonarios       | 3 : 1     | Independiente Medellín | Nemesio Camacho El Campín | 7 de mayo | 15:30    | Sin transmisión |
| Deportivo Pereira | 2 : 2     | Santa Fe               | Hernán Ramírez Villegas   | 7 de mayo | 16:30    | Sin transmisión |
| Junior            | 2 : 2     | América de Cali        | Romelio Martínez          | 7 de mayo | 17:00    | Sin transmisión |
| Deportivo Pasto   | 1 : 1     | Boyacá Chicó           | Departamental Libertad    | 7 de mayo | 17:30    | Sin transmisión |
| Libre: Cortuluá   |           |                        |                           |           |          |                 |

| Fecha 15               | Fecha 15  | Fecha 15          | Fecha 15                       | Fecha 15   | Fecha 15 | Fecha 15        |
| Local                  | Resultado | Visitante         | Estadio                        | Fecha      | Hora     | Transmisión     |
| ---------------------- | --------- | ----------------- | ------------------------------ | ---------- | -------- | --------------- |
| Independiente Medellín | 2 : 1     | Deportivo Cali    | Metropolitano Ciudad de Itagüí | 13 de mayo | 14:00    | Win Sports+     |
| Atlético Bucaramanga   | 0 : 3     | Deportivo Pereira | Álvaro Gómez Hurtado           | 13 de mayo | 15:00    | Sin transmisión |
| Atlético Huila         | 1 : 0     | Junior            | Guillermo Plazas Alcid         | 13 de mayo | 15:00    | Sin transmisión |
| Boyacá Chicó           | 2 : 1     | Millonarios       | Santiago de las Atalayas       | 13 de mayo | 15:00    | Sin transmisión |
| Deportes Tolima        | 1 : 2     | Deportivo Pasto   | Manuel Murillo Toro            | 13 de mayo | 15:00    | Sin transmisión |
| Santa Fe               | 1 : 1     | La Equidad        | Nemesio Camacho El Campín      | 14 de mayo | 17:30    | Sin transmisión |
| América de Cali        | 2 : 0     | Atlético Nacional | Olímpico Pascual Guerrero      | 14 de mayo | 19:00    | Sin transmisión |
| Llaneros               | 1 : 2     | Cortuluá          | Bello Horizonte                | 15 de mayo | 16:00    | Sin transmisión |
| Libre: Real Santander  |           |                   |                                |            |          |                 |

| Fecha 16          | Fecha 16  | Fecha 16               | Fecha 16                | Fecha 16   | Fecha 16 | Fecha 16        |
| Local             | Resultado | Visitante              | Estadio                 | Fecha      | Hora     | Transmisión     |
| ----------------- | --------- | ---------------------- | ----------------------- | ---------- | -------- | --------------- |
| Millonarios       | 5 : 1     | Deportes Tolima        | Metropolitano de Techo  | 17 de mayo | 15:00    | Sin transmisión |
| Deportivo Pasto   | 3 : 1     | Real Santander         | Departamental Libertad  | 17 de mayo | 15:30    | Sin transmisión |
| Deportivo Cali    | 0 : 0     | Boyacá Chicó           | Deportivo Cali          | 18 de mayo | 15:00    | Sin transmisión |
| Deportivo Pereira | 1 : 4     | América de Cali        | Hernán Ramírez Villegas | 18 de mayo | 15:00    | Sin transmisión |
| La Equidad        | 6 : 0     | Atlético Bucaramanga   | Metropolitano de Techo  | 18 de mayo | 15:00    | Sin transmisión |
| Junior            | 2 : 0     | Independiente Medellín | Romelio Martínez        | 18 de mayo | 17:00    | Sin transmisión |
| Atlético Nacional | 0 : 0     | Atlético Huila         | Atanasio Girardot       | 18 de mayo | 19:30    | Sin transmisión |
| Cortuluá          | 0 : 1     | Santa Fe               | Municipal Raúl Miranda  | 18 de mayo | 19:30    | Win Sports+     |
| Libre: Llaneros   |           |                        |                         |            |          |                 |

| Fecha 17               | Fecha 17  | Fecha 17          | Fecha 17                       | Fecha 17   | Fecha 17 | Fecha 17        |
| Local                  | Resultado | Visitante         | Estadio                        | Fecha      | Hora     | Transmisión     |
| ---------------------- | --------- | ----------------- | ------------------------------ | ---------- | -------- | --------------- |
| Santa Fe               | 2 : 0     | Llaneros          | Metropolitano de Techo         | 23 de mayo | 15:15    | Win Sports      |
| América de Cali        | 2 : 0     | La Equidad        | Olímpico Pascual Guerrero      | 23 de mayo | 15:15    | Win Sports+     |
| Atlético Bucaramanga   | 0 : 4     | Cortuluá          | Álvaro Gómez Hurtado           | 23 de mayo | 15:15    | Sin transmisión |
| Atlético Huila         | 0 : 2     | Deportivo Pereira | Guillermo Plazas Alcid         | 23 de mayo | 15:15    | Sin transmisión |
| Boyacá Chicó           | 1 : 1     | Junior            | Santiago de las Atalayas       | 23 de mayo | 15:15    | Sin transmisión |
| Independiente Medellín | 2 : 2     | Atlético Nacional | Metropolitano Ciudad de Itagüí | 23 de mayo | 15:15    | Sin transmisión |
| Deportes Tolima        | 2 : 3     | Deportivo Cali    | Manuel Murillo Toro            | 23 de mayo | 15:15    | Sin transmisión |
| Real Santander         | 1 : 4     | Millonarios       | Villa Concha                   | 23 de mayo | 15:15    | Sin transmisión |
| Libre: Deportivo Pasto |           |                   |                                |            |          |                 |

## Fase final
Para la segunda fase del torneo, los cuartos de final, clasificaron los ocho mejores ubicados en la tabla del Todos contra todos. Estos ocho equipos fueron divididos en cuatro llaves preestablecidas: llave A, B, C y D, los ubicados del primer (1.°) al cuarto (4.°) puesto fueron ubicados respectivamente en dichas llaves con la ventaja de que el juego de vuelta lo disputarán en condición de local, mientras que los rivales de estos cuatro equipos salieron de los equipos ubicados del quinto (5.°) al octavo (8.°) puesto, los cuales también fueron ubicados en las llaves A, B, C y D de la siguiente forma: el 8.° enfrentó al 1.° en la llave A, el 7.° al 2.° en la llave B, el 6.° al 3.° en la llave C y el 5.° al 4.° en la llave D. Los cuatro ganadores de las llaves disputaron las semifinales, mientras que los ganadores de estas disputaron la final. Todas las instancias de la fase final se jugaron a partidos de ida y vuelta, siendo local en el partido de vuelta el equipo mejor ubicado en la tabla de reclasificación.

### Cuadro final
|  | Cuartos de final                                     | Cuartos de final                                     | Cuartos de final                                     | Cuartos de final                                     | Cuartos de final                                     |   |                 | Semifinales                                           | Semifinales                                           | Semifinales                                           | Semifinales                                           | Semifinales                                           |  |                 | Final                                                  | Final                                                  | Final                                                  | Final                                                  | Final                                                  |  |
|  | 29 de mayo de 2023 (ida) 5 de junio de 2023 (vuelta) | 29 de mayo de 2023 (ida) 5 de junio de 2023 (vuelta) | 29 de mayo de 2023 (ida) 5 de junio de 2023 (vuelta) | 29 de mayo de 2023 (ida) 5 de junio de 2023 (vuelta) | 29 de mayo de 2023 (ida) 5 de junio de 2023 (vuelta) |   |                 | 9 de junio de 2023 (ida) 14 de junio de 2023 (vuelta) | 9 de junio de 2023 (ida) 14 de junio de 2023 (vuelta) | 9 de junio de 2023 (ida) 14 de junio de 2023 (vuelta) | 9 de junio de 2023 (ida) 14 de junio de 2023 (vuelta) | 9 de junio de 2023 (ida) 14 de junio de 2023 (vuelta) |  |                 | 25 de junio de 2023 (ida) 30 de junio de 2023 (vuelta) | 25 de junio de 2023 (ida) 30 de junio de 2023 (vuelta) | 25 de junio de 2023 (ida) 30 de junio de 2023 (vuelta) | 25 de junio de 2023 (ida) 30 de junio de 2023 (vuelta) | 25 de junio de 2023 (ida) 30 de junio de 2023 (vuelta) |  |
|  |                                                      |                                                      |                                                      |                                                      |                                                      |   |                 |                                                       |                                                       |                                                       |                                                       |                                                       |  |                 |                                                        |                                                        |                                                        |                                                        |                                                        |  |
|  |                                                      |                                                      |                                                      |                                                      |                                                      |   |                 |                                                       |                                                       |                                                       |                                                       |                                                       |  |                 |                                                        |                                                        |                                                        |                                                        |                                                        |  |
|  | 1                                                    | América de Cali                                      | 0                                                    | 4                                                    | 4                                                    |   |                 |                                                       |                                                       |                                                       |                                                       |                                                       |  |                 |                                                        |                                                        |                                                        |                                                        |                                                        |  |
|  | 1                                                    | América de Cali                                      | 0                                                    | 4                                                    | 4                                                    |   |                 |                                                       |                                                       |                                                       |                                                       |                                                       |  |                 |                                                        |                                                        |                                                        |                                                        |                                                        |  |
|  | 8                                                    | La Equidad                                           | 0                                                    | 1                                                    | 1                                                    |   |                 |                                                       |                                                       |                                                       |                                                       |                                                       |  |                 |                                                        |                                                        |                                                        |                                                        |                                                        |  |
|  | 8                                                    | La Equidad                                           | 0                                                    | 1                                                    | 1                                                    |   | América de Cali | América de Cali                                       | 3                                                     | 4                                                     | 7                                                     |                                                       |  |                 |                                                        |                                                        |                                                        |                                                        |                                                        |  |
|  |                                                      |                                                      |                                                      |                                                      |                                                      |   | América de Cali | América de Cali                                       | 3                                                     | 4                                                     | 7                                                     |                                                       |  |                 |                                                        |                                                        |                                                        |                                                        |                                                        |  |
|  |                                                      |                                                      | Deportivo Pereira                                    | Deportivo Pereira                                    | 2                                                    | 0 | 2               |                                                       |                                                       |                                                       |                                                       |                                                       |  |                 |                                                        |                                                        |                                                        |                                                        |                                                        |  |
|  | 4                                                    | Deportivo Pereira                                    | Deportivo Pereira                                    | Deportivo Pereira                                    | 2                                                    | 0 | 2               | 1                                                     | 2                                                     | 3                                                     |                                                       |                                                       |  |                 |                                                        |                                                        |                                                        |                                                        |                                                        |  |
|  | 4                                                    | Deportivo Pereira                                    |                                                      |                                                      |                                                      |   |                 |                                                       |                                                       | 3                                                     |                                                       |                                                       |  |                 |                                                        |                                                        |                                                        |                                                        |                                                        |  |
|  | 5                                                    | Deportivo Cali                                       | 1                                                    | 1                                                    | 2                                                    |   |                 |                                                       |                                                       |                                                       |                                                       |                                                       |  |                 |                                                        |                                                        |                                                        |                                                        |                                                        |  |
|  | 5                                                    | Deportivo Cali                                       | 1                                                    | 1                                                    | 2                                                    |   |                 |                                                       |                                                       |                                                       |                                                       |                                                       |  | América de Cali | América de Cali                                        | 0                                                      | 0                                                      | 0                                                      |                                                        |  |
|  |                                                      |                                                      |                                                      |                                                      |                                                      |   |                 |                                                       |                                                       |                                                       |                                                       |                                                       |  | América de Cali | América de Cali                                        | 0                                                      | 0                                                      | 0                                                      |                                                        |  |
|  |                                                      |                                                      | Santa Fe                                             | Santa Fe                                             | 2                                                    | 0 | 2               |                                                       |                                                       |                                                       |                                                       |                                                       |  |                 |                                                        |                                                        |                                                        |                                                        |                                                        |  |
|  | 2                                                    | Santa Fe                                             | Santa Fe                                             | Santa Fe                                             | 2                                                    | 0 | 2               | 2                                                     | 7                                                     | 9                                                     |                                                       |                                                       |  |                 |                                                        |                                                        |                                                        |                                                        |                                                        |  |
|  | 2                                                    | Santa Fe                                             |                                                      |                                                      |                                                      |   |                 |                                                       |                                                       | 9                                                     |                                                       |                                                       |  |                 |                                                        |                                                        |                                                        |                                                        |                                                        |  |
|  | 7                                                    | Cortuluá Yumbo Industriales F. C.                    | 1                                                    | 1                                                    | 2                                                    |   |                 |                                                       |                                                       |                                                       |                                                       |                                                       |  |                 |                                                        |                                                        |                                                        |                                                        |                                                        |  |
|  | 7                                                    | Cortuluá Yumbo Industriales F. C.                    | 1                                                    | 1                                                    | 2                                                    |   | Santa Fe        | Santa Fe                                              | 1                                                     | 4                                                     | 5                                                     |                                                       |  |                 |                                                        |                                                        |                                                        |                                                        |                                                        |  |
|  |                                                      |                                                      |                                                      |                                                      |                                                      |   | Santa Fe        | Santa Fe                                              | 1                                                     | 4                                                     | 5                                                     |                                                       |  |                 |                                                        |                                                        |                                                        |                                                        |                                                        |  |
|  |                                                      |                                                      | Atlético Nacional                                    | Atlético Nacional                                    | 1                                                    | 0 | 1               |                                                       |                                                       |                                                       |                                                       |                                                       |  |                 |                                                        |                                                        |                                                        |                                                        |                                                        |  |
|  | 3                                                    | Atlético Nacional                                    | Atlético Nacional                                    | Atlético Nacional                                    | 1                                                    | 0 | 1               | 1                                                     | 3                                                     | 4                                                     |                                                       |                                                       |  |                 |                                                        |                                                        |                                                        |                                                        |                                                        |  |
|  | 3                                                    | Atlético Nacional                                    |                                                      |                                                      |                                                      |   |                 |                                                       |                                                       | 4                                                     |                                                       |                                                       |  |                 |                                                        |                                                        |                                                        |                                                        |                                                        |  |
|  | 6                                                    | Independiente Medellín                               | 1                                                    | 1                                                    | 2                                                    |   |                 |                                                       |                                                       |                                                       |                                                       |                                                       |  |                 |                                                        |                                                        |                                                        |                                                        |                                                        |  |
|  | 6                                                    | Independiente Medellín                               | 1                                                    | 1                                                    | 2                                                    |   |                 |                                                       |                                                       |                                                       |                                                       |                                                       |  |                 |                                                        |                                                        |                                                        |                                                        |                                                        |  |
|  |                                                      |                                                      |                                                      |                                                      |                                                      |   |                 |                                                       |                                                       |                                                       |                                                       |                                                       |  |                 |                                                        |                                                        |                                                        |                                                        |                                                        |  |

- Nota : El equipo ubicado en la primera línea de cada llave es el que ejerce la localía en el partido de vuelta.

### Cuartos de final
- La hora de cada encuentro corresponde al huso horario que rige a Colombia (UTC-5).

| 29 de mayo de 2023    | La Equidad | 0:0     | América de Cali | Estadio Metropolitano de Techo, Bogotá |                              |
| 19:00 Sin transmisión |            | Reporte |                 | Árbitro(s): Vanessa Ceballos           | Árbitro(s): Vanessa Ceballos |

| 5 de junio de 2023    | América de Cali                | 4:1 (1:0) | La Equidad    | Estadio Pascual Guerrero, Cali  |                                 |
| 19:30 Sin transmisión | Usme 39', 58', 67' · Muñoz 81' | Reporte   | Cabrera 90+2' | Árbitro(s): María Victoria Daza | Árbitro(s): María Victoria Daza |

| 29 de mayo de 2023    | Cortuluá Yumbo Industriales F. C. | 1:2 (0:1) | Santa Fe                          | Estadio Raúl Miranda, Yumbo |                            |
| 16:00 Sin transmisión | Carvajal 79' (pen.)               | Reporte   | Mosquera 34' · Salazar 52' (pen.) | Árbitro(s): Yeimi Martínez  | Árbitro(s): Yeimi Martínez |

| 5 de junio de 2023    | Santa Fe                                                                     | 7:1 (4:0) | Cortuluá Yumbo Industriales F. C. | Estadio El Campín, Bogotá   |                             |
| 19:30 Sin transmisión | Reyes 10', 78' · Mosquera 30', 44' · Salazar 42' · Viancha 48' · Higuera 85' | Reporte   | Urrutia 61'                       | Árbitro(s): Danna Victorino | Árbitro(s): Danna Victorino |

| 29 de mayo de 2023 | Independiente Medellín | 1:1 (1:1) | Atlético Nacional | Estadio Metropolitano Ciudad de Itagüí, Itagüí |                           |
| 19:30 Win Sports+  | Infante 45+5'          | Reporte   | Montoya 12'       | Árbitro(s): Erika Sánchez                      | Árbitro(s): Erika Sánchez |

| 5 de junio de 2023    | Atlético Nacional                                 | 3:1 (2:0) | Independiente Medellín | Estadio Atanasio Girardot, Medellín |                           |
| 19:00 Sin transmisión | S. Córdoba 29' · Aguirre 39' (pen.) · Quejada 85' | Reporte   | Restrepo 87'           | Árbitro(s): Viviana Muñoz           | Árbitro(s): Viviana Muñoz |

| 29 de mayo de 2023    | Deportivo Cali | 1:1 (0:0) | Deportivo Pereira      | Estadio Deportivo Cali, Palmira |                             |
| 18:00 Sin transmisión | Medina 90+6'   | Reporte   | A. González 57' (pen.) | Árbitro(s): Manuela Vásquez     | Árbitro(s): Manuela Vásquez |

| 5 de junio de 2023 | Deportivo Pereira                | 2:1 (1:1) | Deportivo Cali | Estadio Hernán Ramírez Villegas, Pereira |                                |
| 19:30 Win Sports+  | Romero 37' (a.g.) · Villegas 88' | Reporte   | Pino 5'        | Árbitro(s): Yessica Villadiego           | Árbitro(s): Yessica Villadiego |

### Semifinales
- La hora de cada encuentro corresponde al huso horario que rige a Colombia (UTC-5).

| 9 de junio de 2023 | Deportivo Pereira        | 2:3 (1:1) | América de Cali                             | Estadio Hernán Ramírez Villegas, Pereira |                             |
| 18:00 Win Sports+  | Rojas 43' · González 49' | Reporte   | Vidal 7' · Zamorano 65' · Castellanos 90+3' | Árbitro(s): Paula Fernández              | Árbitro(s): Paula Fernández |

| 14 de junio de 2023 | América de Cali                                    | 4:0 (2:0) | Deportivo Pereira | Estadio Pascual Guerrero, Cali |                                |
| 20:15 Win Sports+   | Muñoz 4' · Usme 39' · Castellanos 46' · Ospina 58' | Reporte   |                   | Árbitro(s): Yessica Villadiego | Árbitro(s): Yessica Villadiego |

| 9 de junio de 2023             | Atlético Nacional | 1:1 (1:1) | Santa Fe  | Estadio Atanasio Girardot, Medellín |                           |
| 20:05 Win Sports y Win Sports+ | S. Córdoba 2'     | Reporte   | Reyes 34' | Árbitro(s): Erika Sánchez           | Árbitro(s): Erika Sánchez |

| 14 de junio de 2023 | Santa Fe                                                 | 4:0 (2:0) | Atlético Nacional | Estadio El Campín, Bogotá       |                                 |
| 18:00 Win Sports+   | Salazar 12' (pen.), 43' (pen.) · Robayo 54' · García 57' | Reporte   |                   | Árbitro(s): María Victoria Daza | Árbitro(s): María Victoria Daza |

### Final
- La hora de cada encuentro corresponde al huso horario que rige a Colombia (UTC-5).

| 25 de junio de 2023 | Santa Fe                | 2:0 (1:0) | América de Cali | Estadio El Campín, Bogotá                                   |                                                             |
| 16:00 Win Sports+   | Viancha 26' · Reyes 82' | Reporte   |                 | Asistencia: 30 747 espectadores Árbitro(s): Danna Victorino | Asistencia: 30 747 espectadores Árbitro(s): Danna Victorino |

| 30 de junio de 2023 | América de Cali | 0:0     | Santa Fe | Estadio Pascual Guerrero, Cali                      |                                                     |
| 20:00 Win Sports+   |                 | Reporte |          | Árbitro(s): María Victoria Daza VAR: Ricardo García | Árbitro(s): María Victoria Daza VAR: Ricardo García |

|                              |
| Bandera de Colombia          |
| Campeón Santa Fe 3.er título |

## Tabla de reclasificación
| Pos. | Equipo                            | Pts. | PJ | G  | E | P  | GF | GC | Dif. | Clasificación a             |
| ---- | --------------------------------- | ---- | -- | -- | - | -- | -- | -- | ---- | --------------------------- |
| 1    | América de Cali                   | 51   | 22 | 16 | 3 | 3  | 54 | 13 | +41  | Copa Libertadores Femenina. |
| 2    | Santa Fe                          | 49   | 22 | 14 | 7 | 1  | 49 | 15 | +34  | Copa Libertadores Femenina. |
| 3    | Atlético Nacional                 | 35   | 20 | 9  | 8 | 3  | 33 | 16 | +17  | Copa Libertadores Femenina. |
| 4    | Deportivo Pereira                 | 33   | 20 | 9  | 6 | 5  | 33 | 29 | +4   |                             |
| 5    | Deportivo Cali                    | 28   | 18 | 7  | 7 | 4  | 26 | 21 | +5   |                             |
| 6    | Independiente Medellín            | 28   | 18 | 8  | 4 | 6  | 27 | 24 | +3   |                             |
| 7    | Cortuluá Yumbo Industriales F. C. | 25   | 18 | 7  | 4 | 7  | 22 | 22 | 0    |                             |
| 8    | La Equidad                        | 24   | 18 | 7  | 3 | 8  | 29 | 24 | +5   |                             |
| 9    | Millonarios                       | 22   | 16 | 6  | 4 | 6  | 23 | 21 | +2   |                             |
| 10   | Llaneros                          | 22   | 16 | 7  | 1 | 8  | 21 | 23 | −2   |                             |
| 11   | Junior                            | 21   | 16 | 5  | 6 | 5  | 17 | 12 | +5   |                             |
| 12   | Boyacá Chicó                      | 20   | 16 | 4  | 8 | 4  | 13 | 15 | −2   |                             |
| 13   | Atlético Huila                    | 20   | 16 | 5  | 5 | 6  | 15 | 21 | −6   |                             |
| 14   | Real Santander                    | 13   | 16 | 3  | 4 | 9  | 13 | 29 | −16  |                             |
| 15   | Deportivo Pasto                   | 12   | 16 | 3  | 3 | 10 | 11 | 34 | −23  |                             |
| 16   | Atlético Bucaramanga              | 6    | 16 | 1  | 3 | 12 | 9  | 41 | −32  |                             |
| 17   | Deportes Tolima                   | 2    | 16 | 0  | 2 | 14 | 11 | 46 | −35  |                             |

 Fuente: Dimayor

## Estadísticas

### Goleadoras
| Jugadora           | Equipo            | Goles |
| ------------------ | ----------------- | ----- |
| Catalina Usme      | América de Cali   | 11    |
| María Camila Reyes | Santa Fe          | 10    |
| Liana Salazar      | Santa Fe          | 10    |
| Leidy Cobos        | Llaneros          | 9     |
| Daniela Montoya    | Atlético Nacional | 9     |
| Ana Milé González  | Deportivo Pereira | 8     |
| Yessica Rodríguez  | La Equidad        | 8     |
| Manuela González   | Deportivo Cali    | 8     |
| Sara Córdoba       | Atlético Nacional | 7     |
| Mariana Zamorano   | América de Cali   | 7     |

Fuente: Fémina Fútbol

### Tripletes o más
| 10 de marzo | Leidy Cobos   | 22' · 53' · 79' | Deportes Tolima | 0:3 | Llaneros   |
| 5 de junio  | Catalina Usme | 22' · 53' · 79' | América de Cali | 4:1 | La Equidad |

## Clasificación a torneos internacionales
| Clasificado como | Copa Libertadores Femenina 2023 |
| ---------------- | ------------------------------- |
| Colombia 1       | Santa Fe                        |
| Colombia 2       | América de Cali                 |
| Colombia 3       | Atlético Nacional               |